# Јелена Костов
Јелена Костов (Димитровград, 23. новембар 1983) српска је поп-фолк певачица која се такмичила у Звездама Гранда, сезона 2008—2009.

## Биографија
Јелена Костов је рођена у Димитровграду у Србији, мало место надомак Бугарске. Основну школу је завршила у родном Димитровграду, а Средњу музичку школу у Нишу и Музичку академију такође у Нишу. Била је учесница Звезда Гранда у четвртој сезони, доспела је до саме завршнице такмичења и у финалној емисији заузела 7 позицију. Као награду добила је песму Нисам била спремна. Екранизовала је чак два спота у престоници Уједињених Арапских Емирата Дубаију, прву песму Нагле промене са колегом Стефаном Јаковљевићем и другу песму Бићу јача снимљену у пустињи. Године 2016. избацила је песму 1005.

## Дискографија

### Албуми
- Моје друго ја (2018)

### Синглови
- Нисам била спремна (2009)
- Због тебе (2009)
- Она не зна за мене (2010)
- Одлазите сви (2011)
- Немој да ме молиш (дует са Петром Митићем) (2012)
- Очи пропалице (2012)
- Седам година (2012)
- Воли ме и чувај ме (дует са Ливе Банд) (2012)
- Себична (2013)
- Волим да те волим (дует са Фул Стрике) (2013)
- Ракија и дискотека (дует са Ђусом) (2013)
- Једина у граду (2014)
- Љубави нема (2014)
- Нагле промене (дует са Стефаном Јаковљевићем) (2014)
- Бићу јача (2015)
- 1005 (2016)
- Луда, еуфорична (2017)
- Хеј, српски причам ти (2017)
- Понекад (дует са Амар Гилетом) (2018)
- Друга шанса (дует са Милошем Радовановићем) (2023)

#### Спотови
| Спот                          | Година | Режисер                                          |
| ----------------------------- | ------ | ------------------------------------------------ |
| Себична                       | 2013   | LP Cinematography                                |
| Волим да те волим             | 2013   |                                                  |
| Једина у граду                | 2014   | Identity & Djolo Videos                          |
| Љубави нема                   | 2014   | ByteFx                                           |
| Нагле промене                 | 2014   | Ведад Јашаревић                                  |
| Бићу јача                     | 2015   | Ведад Јашаревић                                  |
| 1005                          | 2016   | Ведад Јашаревић                                  |
| Луда, еуфорична               | 2017   | Ведад Јашаревић                                  |
| Хеј, српски причам ти         | 2017   | Ведад Јашаревић                                  |
| Она не зна за мене            | 2018   | NN Media                                         |
| Да је дан к'о година          | 2018   | NN Media                                         |
| Памети збогом                 | 2018   | NN Media                                         |
| Моје друго ја                 | 2018   | Владислав Митић, Горан Срданов, Зоран Лончаревић |
| Моја земља                    | 2018   | Дејан Милићевић                                  |
| Понекад                       | 2018   | Аммар Гегић                                      |
| То ти је завршено             | 2021   | Ведад Јашаревић                                  |
| Друга шанса                   | 2023   | Ведад Јашаревић                                  |
| Клише                         | 2024   | Ведад Јашаревић                                  |
| Не драми                      | 2024   | Јасмин Пивић                                     |
| Кад се војска на Косово врати | 2025   | Ројал филмс                                      |